# Daisy (film)
Daisy (데이지?, DeijiLR) è un film del 2006 diretto da Andrew Lau.

## Trama
Hye-young è un'artista di strada, mentre Park-yi è un sicario, che si innamora a prima vista di lei; la loro relazione tuttavia non potrà durare a lungo, e anzi avrà una drammatica conclusione.